# Sheila Darcy
Sheila Darcy (8 de agosto de 1914 – 24 de febrero de 2004) fue una actriz cinematográfica de estadounidense, activa en las décadas de 1930 y 1940. 

## Biografía
Su verdadero nombre era Rebecca Benedict Heffener, y nació en York (Pensilvania). También conocida como Rebecca Wassem, se mudó a Hollywood cuando tenía 18 años de edad para intentar dedicarse a la interpretación. Su primer papel, sin créditos, tuvo lugar en el film de 1932 Jewel Robbery. No fue hasta dos años más adelante, en 1934, que recibió más papeles, trabajando en dos cintas ese año. En 1935 su carrera despegó, y a partir de ese año trabajó en 41 películas. La mayor parte de sus primeros filmes eran de serie B, a menudo del género western y cliffhanger, y en los mismos interpretaba a la heroína. Entre ellos figura la cinta de 1939 Zorro's Fighting Legion, en la cual trabajaba junto a Reed Hadley, y Terry and the Pirates, estrenada en 1940. En sus westerns tuvo la oportunidad de actuar junto a populares intérpretes del género, como era el caso de Ray Corrigan y Max Terhune. En 1941 participó en seis películas, además de otras dos producciones en la que no estaba acreditada. Al final de ese año finalizaba su carrera artística, siendo su último papel acreditado en el interpretó en Jungle Man (1941). 
En 1946 se casó con el actor Preston Foster, permaneciendo juntos hasta la muerte de él, ocurrida en 1970. Posteriormente, en 1951, todavía hizo una pequeña actuación, en la película Tomahawk. Tras ello, nunca más volvió a actuar. 
Sheila Darcy falleció en 2004 en Kearny Mesa (San Diego), California, a causa de un fallo cardiaco. Tenía 89 años de edad. Fue enterrada en el Cementerio El Camino Memorial Park de San Diego (California).